# NEC PC-6601
Il NEC PC-6601 è un personal computer creato da NEC Corporation nel 1985. I modelli sono essenzialmente identici a quelli della famiglia NEC PC-6001 avendo però integrato un lettore di floppy disk da 3.5". Due soli modelli appartengono a questa famiglia: il PC-6601 che è essenzialmente un PC-6001 MK2 migliorato con integrato un lettore di floppy e il PC-6601 SR (soprannominato Mr.PC) che è essenzialmente un PC-6001 MK2 SR migliorato con integrato un lettore di floppy.